# Verbascum subserratum
Verbascum subserratum är en flenörtsväxtart som beskrevs av Hub.-mor.. Verbascum subserratum ingår i släktet kungsljus, och familjen flenörtsväxter. Inga underarter finns listade i Catalogue of Life.